# الأمر التنفيذي رقم 14190
الأمر التنفيذي 14190 (بالإنجليزية: Executive Order 14190)، بعنوان "إنهاء التلقين المتطرف في المدارس من رياض الأطفال حتى الصف الثاني عشر "، هو أمر تنفيذي وقعه الرئيس دونالد ترامب في 29 يناير 2025، بعد تسعة أيام من بدء ولايته الثانية. يحظر على المدارس من الروضة إلى الصف الثاني عشر تدريس أي مادة تعتبر معادية لأمريكا أو هدامة، بالإضافة إلى أي شيء يعزز " أيديولوجية النوع الاجتماعي " أو نظرية العرق النقدية.

## الأحكام
بموجب الأمر التنفيذي يتم توجيه جهات إنفاذ القانون لإجراء تحقيقات مع المؤسسات التعليمية أو المؤسسات المرتبطة بالتعليم المشتبه في تورطها في "تعليم أو تعزيز أو الترويج لأيديولوجية النوع الاجتماعي أو أيديولوجية المساواة التمييزية "، وإعلان مثل هذه الأفكار بأنها معادية لأمريكا وتخريبية. ويوجه الأمر كذلك جهات إنفاذ القانون بملاحقة أي معلم "يسهل بشكل غير قانوني" التحول الاجتماعي لقاصر متحول جنسيا جنائيا. تشمل الأمثلة المدرجة للتسهيلات غير القانونية الاستشارة النفسية من قبل مستشار المدرسة، والإشارة إلى الطالب باستخدام اسمه المفضل و/أو الضمائر، والإشارة إلى الطالب باعتباره "غير ثنائي"، والسماح للطالب باستخدام مرافق منفصلة أو المشاركة في فرق رياضية منفصلة تختلف عن تلك الخاصة بجنسه المخصص. وينص الأمر على محاكمة المعلمين الذين يخالفون هذا القانون بتهمة الاستغلال الجنسي لقاصر، و/أو ممارسة الطب دون ترخيص. بالإضافة إلى ذلك، سيتم إلغاء التمويل الفيدرالي للمدارس التي يثبت انتهاكها. كما أعاد الأمر أيضًا فرض لجنة عام 1776 التي تم إنشاؤها في الأصل خلال فترة ولاية ترامب الأولى.

## التطبيق

### خدمة البث العام
قامت إحدى أقسام شبكة بي بي إس، وهي بي بي إس ليرننغ، بإزالة جميع الموارد التعليمية التي تم تطويرها للمعلمين حول موضوعات LGBTQ+، مثل تغطية أعمال شغب ستونوول. كما أغلقت PBS أيضا مكتب التنوع والعدالة والاندماج DEI الخاص بها.

## روابط خارجية
- نص الأمر التنفيذي عبر whitehouse.gov
- Fنص الامر التنفيذي عبر السجل الفيدرالي الأمريكي
- Full text of the Maria Moe v Trump lawsuit عبر رويترز